# Patrick Nyamvumba
El general Patrick Nyamvumba (nascut l'11 de juny de 1967) és el cap d'estat major de les Forces Ruandeses de Defensa (FRD).
Graduat en l'Acadèmia de Defensa de Nigèria, inicialment va servir a les Forces Ruandeses de Defensa com a comandant de les forces d'infanteria, comandant de l'Acadèmia Militar de Ruanda a Nyakinama (districte de Musanze), Cap de Logística i Cap d'Operacions, Plans i Formació (1998-1999) i president del Tribunal Suprem Militar (2007-2009). De 2009 a 2013, va treballar al Darfur (Sudan) com a comandant de les força militar de l'Operació Híbrida de la Unió Africana i les Nacions Unides al Darfur (UNAMID). Quan va tornar en 2013 fou nomenat cap d'Estat Major de les Forces Ruandeses de Defensa.